# Marcelino Ugarte (Buenos Aires)
Marcelino Ugarte, también conocida como Dennehy, es una localidad argentina del centro de la provincia de Buenos Aires, perteneciente al partido de Nueve de Julio.

## Población
Cuenta con 74 habitantes (Indec, 2022), lo que representa un descenso frente a los 76 habitantes (Indec, 2010) del censo anterior.
| Gráfica de evolución demográfica de Dennehy entre 1991 y 2022 |
|                                                               |
| Fuente: Censos nacionales del INDEC                           |

## Ubicación y accesos
Se encuentra a 25 km al este de la ciudad de Nueve de Julio, accediéndose por la Ruta Nacional 5.